# Danh sách cầu thủ tham dự môn bóng đá tại Đại hội Thể thao Đông Nam Á 2019 – Nam
Dưới đây là đội hình cho môn Bóng đá tại Đại hội Thể thao Đông Nam Á 2019 - Nam, do Philippines đăng cai, diễn ra từ ngày 25 tháng 11 đến ngày 10 tháng 12 năm 2019.
Giải nam sẽ là một giải đấu quốc tế dành cho lứa tuổi dưới 22 (sinh vào hoặc sau ngày 1 tháng 1 năm 1997), với tối đa hai cầu thủ bị quá tuổi. Đội hình của mỗi quốc gia tham dự sẽ bao gồm tối đa 20 cầu thủ.

## Bảng A

### Philippines
HLV trưởng:  Goran Milojević
| 0#0 | Vị trí | Cầu thủ                     | Ngày sinh và tuổi           | Câu lạc bộ                    |
| --- | ------ | --------------------------- | --------------------------- | ----------------------------- |
| 1   | TM     | Anthony Pinthus             | 4 tháng 4, 1998 (21 tuổi)   | Kosova Zürich                 |
| 2   | HV     | Elias Mordal                | 20 tháng 1, 1998 (21 tuổi)  | Thất nghiệp                   |
| 3   | HV     | Marco Casambre              | 18 tháng 12, 1998 (20 tuổi) | Chainat Hornbill              |
| 4   | HV     | Jordan Jarvis               | 17 tháng 4, 1998 (21 tuổi)  | Resources Capital             |
| 5   | HV     | Dennis Chung                | 24 tháng 1, 2001 (18 tuổi)  | Hertha Zehlendorf             |
| 6   | TV     | Griffin McDaniel            | 30 tháng 3, 2000 (19 tuổi)  | California Baptist University |
| 7   | TV     | Troy Limbo                  | 17 tháng 11, 1998 (21 tuổi) | Thất nghiệp                   |
| 8   | TV     | Dylan de Bruycker           | 5 tháng 12, 1997 (21 tuổi)  | Ceres–Negros                  |
| 9   | TĐ     | Chima Uzoka                 | 12 tháng 6, 1998 (21 tuổi)  | Thất nghiệp                   |
| 10  | HV     | Justin Baas                 | 16 tháng 3, 2000 (19 tuổi)  | Jong AZ                       |
| 11  | TV     | Yrick Gallantes             | 14 tháng 1, 2001 (18 tuổi)  | Gala Fairydean Rovers         |
| 12  | HV     | Amani AguinaldoOA           | 24 tháng 4, 1995 (24 tuổi)  | PKNP                          |
| 13  | TĐ     | Mariano Suba Jr.            | 2 tháng 1, 2000 (19 tuổi)   | San Beda University           |
| 14  | TĐ     | Javier Gayoso               | 11 tháng 2, 1997 (22 tuổi)  | Ateneo de Manila University   |
| 15  | HV     | Mar Diano                   | 24 tháng 7, 1997 (22 tuổi)  | Mendiola                      |
| 16  | TV     | Pocholo Bugas               | 3 tháng 12, 2001 (17 tuổi)  | Far Eastern University        |
| 17  | TV     | Stephan SchröckOA (captain) | 21 tháng 8, 1986 (33 tuổi)  | Ceres–Negros                  |
| 18  | TV     | Christian Rontini           | 20 tháng 7, 1999 (20 tuổi)  | Sangiovannese                 |
| 19  | TV     | Jerome Marzan               | 12 tháng 6, 1997 (22 tuổi)  | San Beda University           |
| 20  | TM     | Michael Asong               | 3 tháng 10, 1998 (21 tuổi)  | San Beda University           |

### Malaysia
HLV trưởng:  Ong Kim Swee
| 0#0 | Vị trí | Cầu thủ                    | Ngày sinh và tuổi           | Câu lạc bộ                     |
| --- | ------ | -------------------------- | --------------------------- | ------------------------------ |
| 1   | TM     | Haziq Nadzli               | 6 tháng 1, 1998 (21 tuổi)   | Johor Darul Ta'zim             |
| 2   | HV     | Adam Nor AzlinOA (captain) | 5 tháng 1, 1996 (23 tuổi)   | Johor Darul Ta'zim             |
| 3   | HV     | Dominic Tan                | 12 tháng 3, 1997 (22 tuổi)  | Police Tero                    |
| 4   | TV     | Quentin Cheng              | 20 tháng 11, 1999 (20 tuổi) | Central Coast Mariners Academy |
| 5   | TV     | Harith Haikal              | 22 tháng 6, 2002 (17 tuổi)  | Mokhtar Dahari Academy         |
| 6   | TV     | Danial Haqim               | 29 tháng 8, 1998 (21 tuổi)  | Kelantan                       |
| 7   | TĐ     | Faisal Halim               | 7 tháng 1, 1998 (21 tuổi)   | Pahang                         |
| 8   | HV     | Shahrul Nizam              | 25 tháng 5, 1998 (21 tuổi)  | Kelantan                       |
| 9   | TĐ     | Hadi Fayyadh               | 22 tháng 1, 2000 (19 tuổi)  | Fagiano Okayama                |
| 10  | TĐ     | Kogileswaran Raj           | 21 tháng 9, 1998 (21 tuổi)  | Pahang                         |
| 11  | TV     | Nik Akif                   | 11 tháng 5, 1999 (20 tuổi)  | Kelantan                       |
| 12  | TĐ     | Luqman Hakim Shamsudin     | 5 tháng 3, 2002 (17 tuổi)   | K.V. Kortrijk                  |
| 13  | HV     | Dinesh Rajasingam          | 13 tháng 2, 1998 (21 tuổi)  | Pahang                         |
| 14  | TV     | Syamer Kutty Abba          | 1 tháng 10, 1997 (22 tuổi)  | Johor Darul Ta'zim             |
| 15  | TV     | Umar Hakeem                | 26 tháng 8, 2002 (17 tuổi)  | Mokhtar Dahari Academy         |
| 16  | TV     | Danial Amier Norhisham     | 27 tháng 3, 1997 (22 tuổi)  | FELDA United                   |
| 17  | HV     | Irfan ZakariaOA            | 4 tháng 6, 1995 (24 tuổi)   | Kuala Lumpur                   |
| 18  | TM     | Damien Lim                 | 15 tháng 2, 1997 (22 tuổi)  | PKNS                           |
| 19  | TĐ     | Akhyar Rashid              | 1 tháng 5, 1999 (20 tuổi)   | Johor Darul Ta'zim             |
| 20  | HV     | Syahmi Safari              | 5 tháng 2, 1998 (21 tuổi)   | Selangor                       |

### Myanmar
HLV trưởng:  Velizar Popov
| 0#0 | Vị trí | Cầu thủ                  | Ngày sinh và tuổi           | Câu lạc bộ       |
| --- | ------ | ------------------------ | --------------------------- | ---------------- |
| 1   | TM     | Soe Arkar                | 1 tháng 8, 1997 (22 tuổi)   | Magwe            |
| 2   | HV     | Win Moe Kyaw             | 1 tháng 2, 1997 (22 tuổi)   | Magwe            |
| 3   | HV     | Ye Min Thu               | 18 tháng 2, 1998 (21 tuổi)  | Shan United      |
| 4   | HV     | Soe Moe Kyaw             | 23 tháng 3, 1999 (19 tuổi)  | Ayeyawady United |
| 5   | HV     | Ye Yint Aung             | 26 tháng 2, 1998 (21 tuổi)  | Yadanarbon       |
| 6   | TV     | Hlaing Bo BoOA (captain) | 12 tháng 6, 1996            | Yadanarbon       |
| 7   | TV     | Lwin Moe Aung            | 10 tháng 12, 1999 (19 tuổi) | Ayeyawady United |
| 8   | TV     | Myat Kaung Khant         | 15 tháng 7, 2000 (19 tuổi)  | Yadanarbon       |
| 9   | TV     | Sithu AungOA             | 16 tháng 10, 1996           | Yadanarbon       |
| 10  | TĐ     | Win Naing Tun            | 3 tháng 5, 2000 (19 tuổi)   | Yadanarbon       |
| 11  | TV     | Zin Min Tun              | 5 tháng 5, 1998 (21 tuổi)   | Magwe            |
| 12  | TV     | Aung Wunna Soe           | 19 tháng 4, 2000 (19 tuổi)  | Zwegabin United  |
| 13  | TĐ     | Aung Kaung Mann          | 18 tháng 2, 1998 (21 tuổi)  | Ayeyawady United |
| 14  | HV     | Thu Rein Soe             | 4 tháng 9, 1998 (21 tuổi)   | Yangon United    |
| 15  | TV     | Aung Naing Win           | 1 tháng 6, 1997 (22 tuổi)   | Yadanarbon       |
| 16  | TV     | Kaung Htet Soe           | 1 tháng 6, 1997 (22 tuổi)   | Yangon United    |
| 17  | TV     | Soe Lwin Lwin            | 13 tháng 8, 1998 (21 tuổi)  | Magwe            |
| 18  | TM     | Sann Satt Naing          | 4 tháng 11, 1997 (22 tuổi)  | Yangon United    |
| 19  | TĐ     | Htet Phyo Wai            | 21 tháng 1, 2000 (19 tuổi)  | Shan United      |
| 20  | TV     | Nay Moe Naing            | 28 tháng 11, 1998 (20 tuổi) | Magwe            |

### Campuchia
HLV trưởng:  Félix Dalmás
| 0#0 | Vị trí | Cầu thủ                 | Ngày sinh và tuổi           | Câu lạc bộ        |
| --- | ------ | ----------------------- | --------------------------- | ----------------- |
| 2   | HV     | Ken Chansopheak         | 15 tháng 6, 1998 (21 tuổi)  | Phnom Penh Crown  |
| 3   | HV     | Sath Rosib              | 7 tháng 7, 1997 (22 tuổi)   | Boeung Ket Angkor |
| 5   | TV     | Kan Pisal               | 9 tháng 8, 1998 (21 tuổi)   | National Defense  |
| 6   | TV     | Tes Sambath             | 20 tháng 10, 2000 (19 tuổi) | Boeung Ket Angkor |
| 7   | TĐ     | Mao Piset               | 17 tháng 2, 2000 (19 tuổi)  | Phnom Penh Crown  |
| 8   | TV     | Orn Chanpolin (captain) | 15 tháng 3, 1998 (21 tuổi)  | Phnom Penh Crown  |
| 9   | TĐ     | Reung BunheingOA        | 25 tháng 9, 1992 (27 tuổi)  | National Defense  |
| 11  | TV     | Sin Kakada              | 29 tháng 7, 2000 (19 tuổi)  | Phnom Penh Crown  |
| 12  | TV     | In Sodavid              | 2 tháng 7, 1998 (21 tuổi)   | Phnom Penh Crown  |
| 13  | HV     | Ouk Sovann              | 15 tháng 5, 1998 (21 tuổi)  | Phnom Penh Crown  |
| 14  | TĐ     | Keo SokphengOA          | 3 tháng 3, 1992 (27 tuổi)   | Visakha           |
| 15  | HV     | Yue Safy                | 4 tháng 9, 1998 (21 tuổi)   | Phnom Penh Crown  |
| 16  | TV     | Chea Vesley             | 5 tháng 11, 1998 (21 tuổi)  | Boeung Ket Angkor |
| 17  | TĐ     | Sieng Chanthea          | 9 tháng 9, 2002 (17 tuổi)   | Bati Academy      |
| 18  | HV     | Seut Baraing            | 29 tháng 9, 1999 (20 tuổi)  | Phnom Penh Crown  |
| 19  | HV     | Cheng Meng              | 7 tháng 2, 1998 (20 tuổi)   | Nagaworld         |
| 20  | TV     | Yeu Muslim              | 25 tháng 12, 1998 (20 tuổi) | Phnom Penh Crown  |
| 21  | TM     | Hul Kimhuy              | 7 tháng 4, 2000 (19 tuổi)   | Boeung Ket Angkor |
| 22  | TM     | Keo Soksela             | 1 tháng 8, 1997 (22 tuổi)   | Visakha           |
| 23  | HV     | Sin Sophanat            | 20 tháng 4, 1997 (21 tuổi)  | Visakha           |

### Đông Timor
HLV trưởng:  Fabiano Flora
| 0#0 | Vị trí | Cầu thủ                   | Ngày sinh và tuổi           | Câu lạc bộ               |
| --- | ------ | ------------------------- | --------------------------- | ------------------------ |
| 1   | TM     | Aderito Raul Fernandes    | 15 tháng 5, 1997 (22 tuổi)  | Ponta Leste              |
| 2   | HV     | Julião                    | 2 tháng 7, 1998 (21 tuổi)   | Boavista                 |
| 3   | HV     | José Silva                | 24 tháng 4, 1998 (21 tuổi)  | Boavista                 |
| 4   | HV     | Candido                   | 2 tháng 12, 1997 (21 tuổi)  | Ponta Leste              |
| 5   | HV     | João Panji                | 29 tháng 10, 2000 (19 tuổi) | Assalam                  |
| 6   | TV     | Nataniel ReisOA (captain) | 24 tháng 3, 1995 (24 tuổi)  | Boavista                 |
| 7   | TV     | Rufino Gama               | 20 tháng 6, 1998 (21 tuổi)  | Karketu Dili             |
| 8   | TV     | João Pedro                | 24 tháng 6, 1998 (21 tuổi)  | North Bangkok University |
| 9   | TĐ     | Edit SavioOA              | 28 tháng 8, 1992 (27 tuổi)  | Boavista                 |
| 10  | TV     | Henrique Cruz             | 6 tháng 12, 1997 (21 tuổi)  | Boavista                 |
| 15  | HV     | Armindo de Almeida        | 18 tháng 4, 1998 (21 tuổi)  | Académica                |
| 17  | TV     | Elias Mesquita            | 27 tháng 3, 2002 (17 tuổi)  | Lalenok United           |
| 18  | TV     | Filomeno Junior           | 5 tháng 8, 2000 (19 tuổi)   | SLB Laulara              |
| 20  | TM     | Fagio Augusto             | 29 tháng 4, 1997 (22 tuổi)  | Karketu Dili             |
| 21  | TĐ     | Frangcyatma Alves         | 27 tháng 1, 1997 (22 tuổi)  | DIT                      |
| 22  | HV     | Nelson Viegas             | 24 tháng 12, 1999 (19 tuổi) | Carsae                   |
| 23  | TV     | Osvaldo Belo              | 18 tháng 10, 2000 (19 tuổi) | Karketu Dili             |

## Bảng B

### Thái Lan
HLV trưởng:  Akira Nishino
| 0#0 | Vị trí | Cầu thủ                 | Ngày sinh và tuổi           | Câu lạc bộ        |
| --- | ------ | ----------------------- | --------------------------- | ----------------- |
| 1   | TM     | Korraphat Nareechan     | 7 tháng 10, 1997 (22 tuổi)  | BG Pathum United  |
| 2   | HV     | Jaturapat Sattham       | 15 tháng 6, 1999 (20 tuổi)  | Buriram United    |
| 3   | HV     | Thitathorn Aksornsri    | 8 tháng 11, 1997 (22 tuổi)  | Police Tero       |
| 4   | HV     | Chatchai Saengdao       | 11 tháng 1, 1997 (22 tuổi)  | Muangthong United |
| 5   | HV     | Shinnaphat Leeaoh       | 2 tháng 2, 1997 (22 tuổi)   | Chiangrai United  |
| 6   | TV     | Ratthanakorn Maikami    | 1 tháng 1, 1998 (21 tuổi)   | Buriram United    |
| 7   | TV     | Wisarut Imura           | 18 tháng 10, 1997 (22 tuổi) | Bangkok United    |
| 8   | TV     | Worachit Kanitsribampen | 24 tháng 8, 1997 (22 tuổi)  | Chonburi          |
| 9   | TĐ     | Supachai Jaided         | 1 tháng 12, 1998 (20 tuổi)  | Buriram United    |
| 10  | TV     | Supachok Sarachat       | 22 tháng 5, 1998 (21 tuổi)  | Buriram United    |
| 11  | TV     | Anon Amornlerdsak       | 6 tháng 11, 1997 (22 tuổi)  | Bangkok United    |
| 12  | HV     | Sarayut Sompim          | 23 tháng 3, 1997 (22 tuổi)  | Buriram United    |
| 13  | TV     | Jaroensak Wonggorn      | 18 tháng 5, 1997 (22 tuổi)  | Samut Prakan City |
| 14  | HV     | Peerawat Akkatam        | 3 tháng 12, 1998 (20 tuổi)  | Buriram United    |
| 15  | HV     | Saringkan Promsupa      | 29 tháng 3, 1997 (22 tuổi)  | Muangthong United |
| 16  | TV     | Chatmongkol Thongkiri   | 5 tháng 5, 1997 (22 tuổi)   | Chainat Hornbill  |
| 17  | TĐ     | Suphanat Mueanta        | 2 tháng 8, 2002 (17 tuổi)   | Buriram United    |
| 18  | TV     | Kritsada Kaman          | 18 tháng 3, 1999 (20 tuổi)  | Chonburi          |
| 19  | TĐ     | Sittichok Paso          | 28 tháng 1, 1999 (20 tuổi)  | Chonburi          |
| 20  | TM     | Nont Muangngam          | 20 tháng 4, 1997 (22 tuổi)  | Chiangrai United  |

### Indonesia
HLV trưởng:  Indra Sjafri
| 0#0 | Vị trí | Cầu thủ              | Ngày sinh và tuổi           | Câu lạc bộ         |
| --- | ------ | -------------------- | --------------------------- | ------------------ |
| 1   | TM     | Muhammad Riyandi     | 3 tháng 1, 2000 (19 tuổi)   | Barito Putera      |
| 2   | HV     | Andy Setyo (captain) | 16 tháng 9, 1997 (22 tuổi)  | TIRA-Persikabo     |
| 3   | HV     | Dodi Alek van Djin   | 31 tháng 12, 1998 (20 tuổi) | Persik Kediri      |
| 4   | HV     | Nurhidayat           | 5 tháng 4, 1999 (20 tuổi)   | Bhayangkara        |
| 5   | HV     | Bagas Adi            | 8 tháng 3, 1997 (22 tuổi)   | Bhayangkara        |
| 6   | TV     | Evan DimasOA         | 15 tháng 3, 1995 (24 tuổi)  | Barito Putera      |
| 7   | TV     | ZulfiandiOA          | 17 tháng 7, 1995 (24 tuổi)  | Madura United      |
| 8   | TV     | Witan Sulaeman       | 8 tháng 10, 2001 (18 tuổi)  | PSIM Yogyakarta    |
| 9   | TĐ     | Muhammad Rafli       | 24 tháng 11, 1998 (21 tuổi) | Arema              |
| 10  | TV     | Egy Maulana          | 7 tháng 7, 2000 (19 tuổi)   | Lechia Gdańsk      |
| 11  | HV     | Firza Andika         | 11 tháng 5, 1999 (20 tuổi)  | PSM Makassar       |
| 12  | TM     | Nadeo Argawinata     | 9 tháng 3, 1997 (22 tuổi)   | Borneo             |
| 13  | HV     | Rachmat Irianto      | 3 tháng 9, 1999 (20 tuổi)   | Persebaya Surabaya |
| 14  | HV     | Asnawi Bahar         | 4 tháng 10, 1999 (20 tuổi)  | PSM Makassar       |
| 15  | TV     | Saddil Ramdani       | 2 tháng 1, 1999 (20 tuổi)   | Pahang             |
| 16  | TV     | Sani Rizki           | 7 tháng 1, 1998 (21 tuổi)   | Bhayangkara        |
| 17  | TV     | Syahrian Abimanyu    | 25 tháng 4, 1999 (20 tuổi)  | Madura United      |
| 18  | TV     | Irkham Milla         | 2 tháng 5, 1998 (21 tuổi)   | PS Sleman          |
| 19  | TV     | Feby Eka Putra       | 12 tháng 2, 1999 (20 tuổi)  | Persija Jakarta    |
| 20  | TĐ     | Osvaldo Haay         | 1 tháng 5, 1997 (22 tuổi)   | Persebaya Surabaya |

### Việt Nam
HLV trưởng:  Park Hang-seo
| 0#0 | Vị trí | Cầu thủ                       | Ngày sinh và tuổi           | Câu lạc bộ         |
| --- | ------ | ----------------------------- | --------------------------- | ------------------ |
| 1   | TM     | Bùi Tiến Dũng                 | 28 tháng 2, 1997 (22 tuổi)  | Hà Nội             |
| 2   | HV     | Đỗ Thanh Thịnh                | 18 tháng 8, 1998 (21 tuổi)  | SHB Đà Nẵng        |
| 3   | HV     | Huỳnh Tấn Sinh                | 6 tháng 4, 1998 (21 tuổi)   | Quảng Nam          |
| 4   | HV     | Hồ Tấn Tài                    | 6 tháng 11, 1997 (22 tuổi)  | Becamex Bình Dương |
| 5   | HV     | Đoàn Văn Hậu                  | 19 tháng 4, 1999 (20 tuổi)  | Heerenveen         |
| 6   | HV     | Lê Ngọc Bảo                   | 23 tháng 9, 1998 (21 tuổi)  | Phố Hiến           |
| 7   | TV     | Triệu Việt Hưng               | 19 tháng 1, 1997 (22 tuổi)  | Hoàng Anh Gia Lai  |
| 8   | TV     | Nguyễn Trọng HoàngOA          | 14 tháng 4, 1989 (30 tuổi)  | Viettel            |
| 9   | TĐ     | Hà Đức Chinh                  | 22 tháng 9, 1997 (22 tuổi)  | SHB Đà Nẵng        |
| 11  | TV     | Trần Thanh Sơn                | 30 tháng 12, 1997 (21 tuổi) | Hoàng Anh Gia Lai  |
| 12  | TV     | Trương Văn Thái Quý           | 20 tháng 8, 1997 (22 tuổi)  | Hà Nội             |
| 14  | TV     | Nguyễn Hoàng Đức              | 11 tháng 1, 1998 (21 tuổi)  | Viettel            |
| 16  | TV     | Đỗ Hùng DũngOA                | 8 tháng 9, 1993 (26 tuổi)   | Hà Nội             |
| 18  | HV     | Nguyễn Thành Chung            | 8 tháng 9, 1997 (22 tuổi)   | Hà Nội             |
| 19  | TV     | Nguyễn Quang Hải (Đội trưởng) | 12 tháng 4, 1997 (22 tuổi)  | Hà Nội             |
| 20  | TV     | Nguyễn Trọng Hùng             | 3 tháng 10, 1997 (22 tuổi)  | Thanh Hóa          |
| 21  | HV     | Nguyễn Đức Chiến              | 24 tháng 8, 1998 (21 tuổi)  | Viettel            |
| 22  | TĐ     | Nguyễn Tiến Linh              | 20 tháng 10, 1997 (22 tuổi) | Becamex Bình Dương |
| 23  | TV     | Bùi Tiến Dụng                 | 23 tháng 11, 1998 (21 tuổi) | SHB Đà Nẵng        |
| 30  | TM     | Nguyễn Văn Toản               | 26 tháng 11, 1999 (19 tuổi) | Hải Phòng          |

### Lào
HLV trưởng:  V. Sundramoorthy
| 0#0 | Vị trí | Cầu thủ                               | Ngày sinh và tuổi           | Câu lạc bộ       |
| --- | ------ | ------------------------------------- | --------------------------- | ---------------- |
| 1   | TM     | Solasak Thilavong                     | 3 tháng 11, 2003 (16 tuổi)  | Young Elephants  |
| 2   | HV     | Bounphithak Chanthalangsy             | 10 tháng 9, 1998 (21 tuổi)  | Lao Toyota       |
| 3   | HV     | Anantaza Siphongphan                  | 9 tháng 11, 2004 (15 tuổi)  | Ezra             |
| 4   | HV     | Xayasith Singsavang                   | 17 tháng 12, 2000 (18 tuổi) | Young Elephants  |
| 5   | TV     | Alounnay Lounlasy                     | 8 tháng 7, 2003 (16 tuổi)   | Lao Toyota       |
| 6   | HV     | Kittisak Phomvongsa                   | 27 tháng 7, 1999 (20 tuổi)  | Young Elephants  |
| 7   | TĐ     | Soukaphone VongchiengkhamOA (captain) | 9 tháng 3, 1992 (27 tuổi)   | Prachuap         |
| 8   | TV     | Chanthachone Thinolath                | 5 tháng 2, 1999 (20 tuổi)   | Young Elephants  |
| 9   | TĐ     | Somxay Keohanam                       | 27 tháng 7, 1998 (21 tuổi)  | Young Elephants  |
| 10  | TV     | Phithack KongmathilathOA              | 6 tháng 8, 1996 (23 tuổi)   | Ayutthaya United |
| 11  | TV     | Loungleuang Keophouvong               | 26 tháng 6, 1997 (22 tuổi)  | Young Elephants  |
| 12  | TĐ     | Vannasone Douangmaity                 | 15 tháng 3, 1997 (22 tuổi)  | Young Elephants  |
| 13  | TV     | Thanouthong Kietnalonglop             | 5 tháng 3, 2001 (18 tuổi)   | Vientiane        |
| 14  | TV     | Somsavath Sophabmixay                 | 25 tháng 5, 1997 (22 tuổi)  | Lao Toyota       |
| 15  | HV     | Aphixay Thanakhanty                   | 15 tháng 7, 1998 (21 tuổi)  | Young Elephants  |
| 16  | TV     | Somlith Sengvanny                     | 5 tháng 8, 1999 (20 tuổi)   | Young Elephants  |
| 17  | TĐ     | Bounphachan Bounkong                  | 29 tháng 11, 2000 (18 tuổi) | Young Elephants  |
| 18  | TM     | Xaysavath Souvanhnasok                | 3 tháng 9, 1999 (20 tuổi)   | Young Elephants  |
| 19  | HV     | Kaharn Phetsivilay                    | 9 tháng 9, 1998 (21 tuổi)   | Young Elephants  |
| 20  | HV     | Vanna Bounlovongsa                    | 21 tháng 11, 1998 (21 tuổi) | Young Elephants  |

### Singapore
HLV trưởng:  Fandi Ahmad
| 0#0 | Vị trí | Cầu thủ               | Ngày sinh và tuổi           | Câu lạc bộ         |
| --- | ------ | --------------------- | --------------------------- | ------------------ |
| 3   | HV     | Irfan Najeeb          | 31 tháng 7, 1999 (20 tuổi)  | Garena Young Lions |
| 4   | HV     | Ryhan Stewart         | 15 tháng 2, 2000 (19 tuổi)  | Warriors FC        |
| 5   | HV     | Lionel Tan            | 5 tháng 6, 1997 (22 tuổi)   | Garena Young Lions |
| 6   | TV     | Jacob Mahler          | 10 tháng 4, 2000 (19 tuổi)  | Garena Young Lions |
| 7   | HV     | Zulqarnaen Suzliman   | 29 tháng 3, 1998 (21 tuổi)  | Garena Young Lions |
| 8   | TV     | Joshua Pereira        | 10 tháng 10, 1997 (22 tuổi) | Garena Young Lions |
| 9   | TĐ     | Ikhsan Fandi          | 9 tháng 4, 1999 (20 tuổi)   | Raufoss IL         |
| 10  | TĐ     | Faris RamliOA         | 24 tháng 8, 1992 (27 tuổi)  | Terengganu         |
| 11  | TĐ     | Haiqal Pashia         | 29 tháng 11, 1998 (20 tuổi) | Garena Young Lions |
| 12  | HV     | Syahrul Sazali        | 3 tháng 6, 1998 (21 tuổi)   | Garena Young Lions |
| 13  | HV     | Jordan Vestering      | 25 tháng 9, 2000 (19 tuổi)  | Hougang United     |
| 14  | TV     | Hami Syahin           | 16 tháng 12, 1998 (20 tuổi) | Home United        |
| 15  | TV     | Shah Shahiran         | 14 tháng 11, 1999 (20 tuổi) | Tampines Rovers    |
| 16  | TV     | Naqiuddin Eunos       | 12 tháng 1, 1997 (22 tuổi)  | Garena Young Lions |
| 17  | HV     | Irfan Fandi (captain) | 13 tháng 8, 1997 (22 tuổi)  | BG Pathum United   |
| 18  | TM     | Zharfan Rohaizad      | 21 tháng 2, 1997 (22 tuổi)  | Garena Young Lions |
| 20  | TV     | Saifullah Akbar       | 31 tháng 1, 1999 (20 tuổi)  | Garena Young Lions |
| 21  | TV     | Nur Luqman            | 20 tháng 6, 1998 (21 tuổi)  | Garena Young Lions |
| 23  | TM     | Kenji Rusydi          | 12 tháng 7, 1998 (21 tuổi)  | Garena Young Lions |
| 27  | HV     | Tajeli SalamatOA      | 7 tháng 2, 1994 (25 tuổi)   | Warriors FC        |

### Brunei
HLV trưởng:  Aminuddin Jumat
| 0#0 | Vị trí | Cầu thủ                            | Ngày sinh và tuổi           | Câu lạc bộ      |
| --- | ------ | ---------------------------------- | --------------------------- | --------------- |
| 1   | TM     | Haimie Anak Nyaring                | 31 tháng 5, 1998 (21 tuổi)  | DPMM FC         |
| 2   | HV     | Alimuddin Jamaludin                | 9 tháng 8, 1997 (22 tuổi)   | Jerudong FC     |
| 3   | HV     | Abdul Syakir Basri                 | 2 tháng 10, 1997 (22 tuổi)  | Wijaya FC       |
| 4   | HV     | Nazif Safwan Jaini                 | 18 tháng 8, 2000 (19 tuổi)  | DPMM FC Academy |
| 5   | HV     | Hafiz Suhardi                      | 10 tháng 5, 2001 (18 tuổi)  | DPMM FC Academy |
| 6   | HV     | Wafi Aminuddin                     | 20 tháng 9, 2000 (19 tuổi)  | DPMM FC         |
| 7   | TV     | Nur Asyraffahmi Norsamri           | 4 tháng 5, 2000 (19 tuổi)   | Kota Ranger FC  |
| 8   | TV     | Nur Ikhmal DamitOA                 | 5 tháng 3, 1993 (26 tuổi)   | Indera SC       |
| 9   | TĐ     | Faiq Bolkiah (captain)             | 9 tháng 5, 1998 (21 tuổi)   | Leicester City  |
| 10  | TV     | Nazirrudin Ismail                  | 27 tháng 12, 1998 (20 tuổi) | Indera SC       |
| 11  | TV     | Hanif Farhan Azman                 | 2 tháng 11, 2000 (19 tuổi)  | DPMM FC Academy |
| 12  | TĐ     | Hakeme Yazid Said                  | 8 tháng 2, 2003 (16 tuổi)   | DPMM FC         |
| 13  | HV     | Ridhwan Nokman                     | 10 tháng 5, 2000 (19 tuổi)  | Indera SC       |
| 14  | TV     | Haziq Kasyful Azim Hasimulabdillah | 24 tháng 12, 1998 (20 tuổi) | DPMM FC Academy |
| 15  | HV     | Rahimin Abdul Ghani                | 31 tháng 5, 1999 (20 tuổi)  | Kasuka FC       |
| 16  | TV     | Abdul Hariz Herman                 | 24 tháng 9, 2000 (19 tuổi)  | Kasuka FC       |
| 17  | TV     | Amin Sisa                          | 2 tháng 1, 1998 (21 tuổi)   | Kasuka FC       |
| 18  | TM     | Ishyra Asmin Jabidi                | 9 tháng 7, 1998 (21 tuổi)   | DPMM FC         |
| 19  | TĐ     | Hanif Aiman Adanan                 | 4 tháng 3, 2000 (19 tuổi)   | Kasuka FC       |
| 20  | TĐ     | Adi SaidOA                         | 15 tháng 10, 1990 (29 tuổi) | DPMM FC         |